# Кленин, Владимир Васильевич
Владимир Васильевич Кленин (укр. Володимир Васильович Кленін, 3 сентября 1940; Украинская ССР, Мариуполь — 30 марта 2022, Мариуполь) — советский и украинский спортсмен, тренер по боксу. Мастер спорта СССР (1959), Заслуженный тренер Украинской ССР (1985).

## Биография
Родился 3 сентября 1940 года в Мариуполе (с 1948 года носил название Жданов).
Окончил Ждановский индустриальный техникум, Ждановский металлургический институт и Киевский институт физкультуры.
Пришел в бокс в 16 лет. Выступал как боксер, но больших успехов достиг на тренерском поприще. Среди самых известных учеников Владимира Кленина: Иван Чухраев, чемпион СССР среди юношей, мастер спорта; Алексей Ахилло, серебряный призер кубка СССР; Олег Ветров, чемпион Украины, мастер спорта; Андрей Жигалов, чемпион СССР среди юниоров, Виктор Камышников, финалист среди юношей, мастер спорта СССР; Евгений Зыков, чемпион Украины, бронзовый призер кубка мира, бронзовый призер чемпионата СССР; Петр Мигуля, победитель первенства Европы среди кадетов; Олег Кудинов, двукратный чемпион мира среди военнослужащих, серебряный призер Кубка мира, чемпион Украины; Владимир Леонидович Дворцов, заслуженный тренер Украины, тренер сборной СССР 1990—1992, тренер Олимпийской национальной сборной 1996 года.
Погиб 30 марта 2022 года во время уличных боёв в Мариуполе.

## Звания и награды
- Мастер спорта СССР (1959)
- Заслуженный тренер Украинской ССР (1985).